# Роббоне, Жозеф
Жозеф Роббоне (фр. Joseph итал. Robbone; 1916 — 1985) — итальянский музыкальный деятель.
Получил математическое образование, параллельно изучая композицию и игру на скрипке. Преподавал в музыкальном лицее в городе Верчелли (Пьемонт) и в 1950 году основал в нём Международный конкурс музыкальных исполнителей имени Виотти, проводящийся до сих пор. До конца жизни был одним из организаторов конкурса, после смерти Роббоне его имя носит главный приз конкурса. В 1954 году возродил Квартетное общество Верчелли, одно из старейших в Италии, под патронатом которого по сю пору проходит городская концертная программа. В 1967 году был удостоен почётного звания «верчеллианец года».